# Lady Chatterley szeretője (film, 2022)
A Lady Chatterley szeretője (eredeti cím: Lady Chatterley’s Lover) 2022-ben bemutatott brit–amerikai romantikus történelmi filmdráma, melyet Laure de Clermont-Tonnerre rendezett. A forgatókönyvet David Magee írta, D. H. Lawrence azonos című regényének adaptációjaként. A főbb szerepekben Emma Corrin és Jack O’Connell látható.
2022. november 25-én mutatták be korlátozott számú moziban, majd december 2-ától a Netflix műsorkínálatában is elérhetővé vált. Összességében pozitív kritikákat kapott és az alapmű számos feldolgozása közül a legjobbak közt tartják számon.

## Cselekmény
Constance „Connie” Reid feleségül megy Clifford Chatterley baronethez és Londonból a Wragbyben fekvő Chatterley birtokra költözik. Bár Connie nővére, Hilda helyteleníti a házasságot, a fiatal ara szereti férjét és annak haladó szellemű hozzáállását az élethez. A nászéjszakájuk utáni másnapon Clifford visszatér az első világháborús frontra. Hetekkel később a férj deréktól lefelé megbénultan érkezik vissza a háborúból, sérülése miatt állandó ellátást igényel és gyermeknemzésre is képtelenné válik. Clifford elzárkózik minden egyéb szexuális jellegű tevékenységtől is, mellyel arája kedvében járhatna.
Bár mindent megtesz férjéért, Connie idővel belefárad annak folyamatos ápolásába és a testi-érzelmi elhanyagoltsága. Clifford testi fogyatékossága miatt irányításmániássá válik, csak a minél több vagyon és hatalom megszerzése érdekli, eközben felesége mozgásterét is egyre jobban korlátozza. Connie-t elborzasztja, milyen érzéketlenül bánik férje nem csak vele, hanem munkásaival és szolgálóival is. Mivel a férj örököst szeretne, azt javasolja, felesége létesítsen viszonyt egy számára ismeretlen férfival, aki teherbe ejti. Hilda meglátogatja húgát és annak kimerültségét látva felfogadja Mrs. Boltont Clifford ápolónőjének.
Connie a faluban megismerkedik a zárkózott életet élő, alacsony társadalmi osztályból származó Oliver Mellors vadőrrel, aki szintén háborús veterán és felesége elhagyta őt. Connie és Oliver azonnal megtalálja egymással a közös hangot és kapcsolatuk nemsokára szexuális jellegűvé válik. A nő különféle ürügyekkel egyre többször ellátogat a vadőrhöz, heves szerelmi viszonyt alakítva ki az érzékeny és művelt férfival. 
A fiatalasszony felfedezi magán a terhesség jeleit, ezért Hildával Velencébe akar utazni, hogy ott létesítsen látszólagos viszonyt valakivel. A faluban szárnyra kapnak a szóbeszédek és Oliver dühös, amiért azt hiszi, szeretője a teherbeesése kedvéért kihasználta őt. A nő biztosítja afelől, hogy őszintén szereti és vele akar lenni. Hilda értesül húga és Oliver viszonyáról, amit csalódottan vesz tudomásul, de megengedi testvérének, hogy szerelménél töltse az éjszakát. Oliver feleségének új partnere, Ned ellátogat a faluba és részesedést akar Oliver hadi nyugdíjából (mivel a vadőr még nem vált el feleségétől). A férfi kunyhójába betörve megtalálja Connie személyes tárgyait.
Ned a kocsmában elterjeszti a pletykát a Lady rangon aluli viszonyáról. Ez visszajut Cliffordhoz és azonnal kirúgja Olivert, mielőtt még Connie elindult volna Velencébe. A fiatal nő visszatér Cliffordhoz és konfrontálódik vele, amiért sosem mutatta ki iránta a szeretetét. Elárulja neki, hogy szereti Olivert és annak gyermekét hordja a szíve alatt, ezért elhagyja férjét. Clifford nem hajlandó elválni, Connie Velencébe utazik. 
A faluban elterjednek a hírek, miszerint Lady Chatterley feladta címét és vagyonát egy vadőr kedvéért, pusztán azért, mert szereti őt. Miután pár hónapot töltött Velencében, Connie belefárad az ítélkező pletykákba és visszatér Angliába. Itt levelet kap Olivertől, aki tudatja vele, hogy otthont és jól fizető állást talált Skóciában. Connie elutazik hozzá, rátalál szerelmére és boldogan átölelik egymást.

## Szereplők
| Szerep                                   | Színész          | Magyar hang         |
| ---------------------------------------- | ---------------- | ------------------- |
| Constance „Connie” Reid, Lady Chatterley | Emma Corrin      | Sodró Eliza         |
| Oliver Mellors                           | Jack O’Connell   | Orosz Ákos          |
| Sir Clifford Chatterley                  | Matthew Duckett  | Kovács Lehel        |
| Mrs. Bolton                              | Joely Richardson | Spilák Klára        |
| Mrs. Flint                               | Ella Hunt        | Dobó Enikő          |
| Hilda                                    | Faye Marsay      | Ligeti Kovács Judit |
| Sir Malcolm Reid                         | Anthony Brophy   | Rosta Sándor        |

## Fordítás
- Ez a szócikk részben vagy egészben  a   Lady Chatterley's Lover (2022 film) című angol Wikipédia-szócikk ezen változatának fordításán alapul.  Az eredeti cikk szerkesztőit annak laptörténete sorolja fel. Ez a jelzés csupán a megfogalmazás eredetét és a szerzői jogokat jelzi, nem szolgál a cikkben szereplő információk forrásmegjelöléseként.